# Herb Rydułtów
Herb Rydułtów – jeden z symboli miasta Rydułtowy w postaci herbu.

## Wygląd i symbolika
Herb przedstawia na błękitnej tarczy herbowej skrzyżowane na kształt litery X złote grabie, zębami ku górze.
Grabie symbolizują prawdopodobnie pierwsze narzędzia służące do wydobywania węgla lub narzędzia rolnicze.

## Historia
Pierwotnie był herbem Rydułtów Dolnych w okresie od XVIII do II poł. XIX w., kiedy to powstała nowa pieczęć z orłem pruskim. W 1926 r., Rydułtowy zostały samodzielną gminą, w wyniku połączenia gmin: Rydułtów Górnych, Rydułtów Dolnych, Radoszów Górnych i Radoszów Wielkich. Skrzyżowane grabie zostały herbem nowo utworzonej gminy. Rydułtowy w 1975 r. włączono do Wodzisławia Śląskiego, tym samym utraciły prawa miejskie wraz z herbem. Odzyskały je w 1992 r.